# Tangalooma Whaling Station

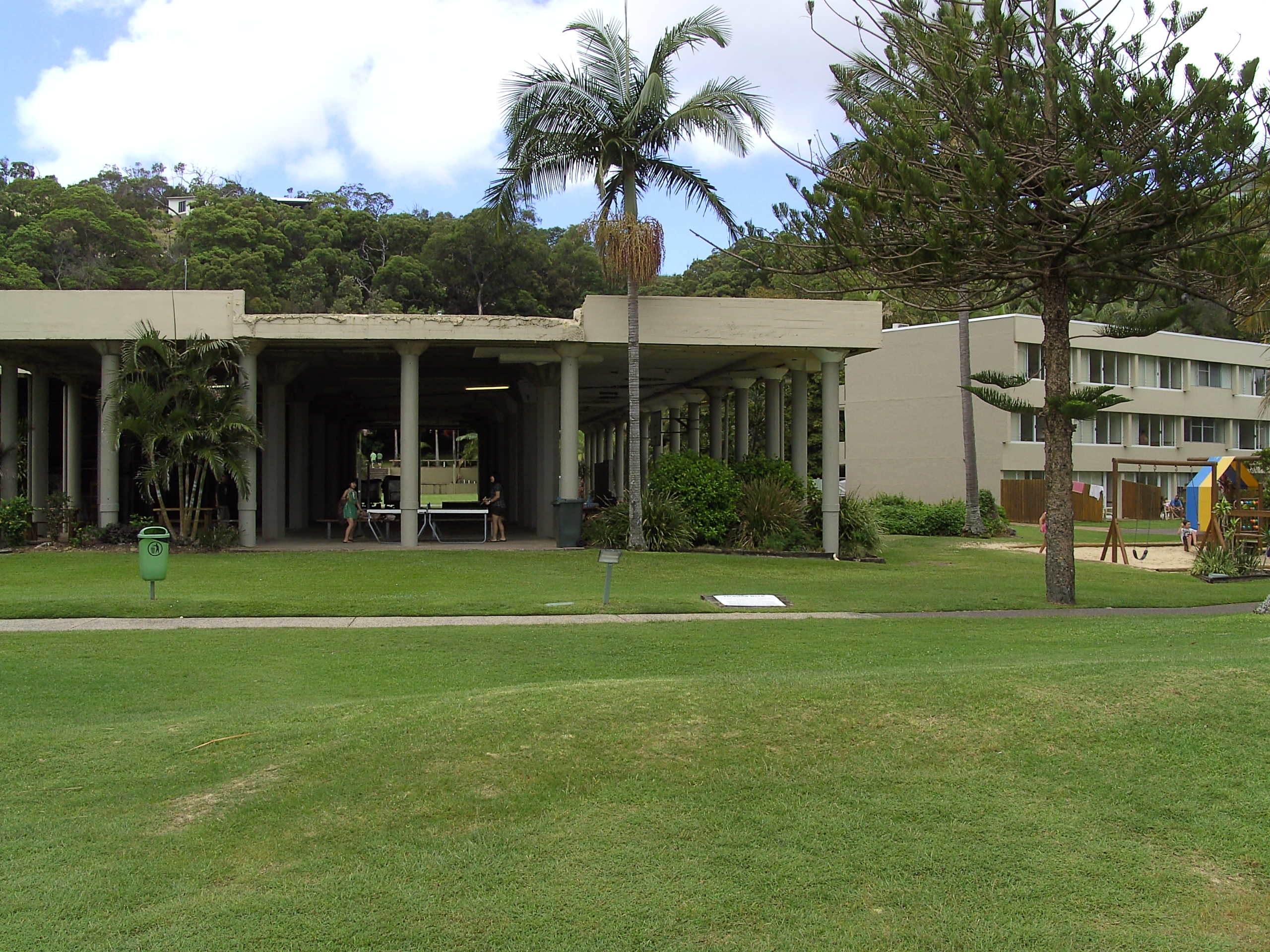
Flensdeck (Zerlegeplatz für Wale), das in das Resort baulich eingegliedert wurde

Die Tangalooma Whaling Station (deutsch: Tangalooma-Walfangstation) lag etwa 40 Kilometer nordöstlich von Brisbane vor der Südostküste von Queensland. Die an der Westküste von Moreton Island in der Moreton Bay gelegene Walfangstation war die einzige derartige Station, die jemals im Bundesstaat Queensland betrieben wurde. Sie war auch die größte Walfangstation, die es in der südlichen Hemisphäre gab. Sie existierte von 1952 bis 1962.
In der Tangalooma-Walfangstation wurden in dem oben angegebenen Zeitraum insgesamt 6227 Wale erlegt und verwertet. Innerhalb dieser kurzen Zeit hatten sich die jährlich wandernden Buckelwale entlang der Ostküste Australiens vor der Inbetriebnahme der Walfangstation von 10.000 geschätzten Exemplaren bis 1962 auf weniger als 500 reduziert. Durch den Raubbau an natürlichen Ressourcen hatte sich die Walfangstation ihre finanzielle Grundlage selbst entzogen und musste am 5. August 1962 aus finanziellen Gründen geschlossen werden. 1963 verfügte Australien ein Walfangverbot über Buckelwale in seinen Gewässern.
1963 entschieden sich Unternehmer aus Brisbane, das Grundstück nebst Immobilien zu erwerben und bauten darauf ein Resort. Heute (2019) erinnert lediglich das Vorhandensein des Flensdecks, der Zerlegeplatz der Wale, an die Walfangstation, die ein Gebäudeteil des Tangalooma Island Resorts ist.

## Gründung
Am 15. Dezember 1950 wurde in Sydney die Whale Products Pty Ltd. mit der Absicht gegründet, an der Ostküste Walfang in Australien zu betreiben. Moreton Island hatte aus der Sicht des Unternehmens gute Voraussetzungen für den Walfang, denn die Westküste war unbewohnt, lag nahe an den Routen der Wale, die Grundstücke auf der Insel waren preislich günstig zu erwerben und die Großstadt Brisbane lag nah. Daher war auch Arbeitskräftepotential verfügbar. Whale Products erwarb auf Moreton Island 12 Hektar Land nördlich von Tangalooma Point.
Whale Products beauftragte den norwegischen Kapitän Alf Melsom mit dem Aufbau der Walfangstation. Der Aufbau begann im Jahr 1951 und drei Walfangschiffe wurden in Norwegen gekauft, die nach Australien in See stachen. Als sie ankamen, wurden sie von erfahrenen norwegischen Seeleuten unter Beteiligung von Australiern zum Walfang angeleitet und eingearbeitet. Von den zuständigen australischen Regierungsstellen erhielt Whale Products eine auf 5 Jahre befristete Lizenz maximal 500 Wale in der Zeit vom 1. Mai bis zum 31. Oktober jährlich zu erlegen. Bereits im Jahr 1953 wurde das Volumen auf jährlich 700 Wale erhöht. Wale unter 10,6 Meter und Muttertiere mit Kalb durften nicht erlegt werden.

## Waljagd
Jeden Tag liefen die Walfänger aus. Sie hatten Kanonen an Bord, die 73 Kilogramm schwere Harpunen verschossen. Am Harpunenkopf befand sich 1 Kilogramm Schießpulver, das 4 Sekunden nach dem Eindringen in den Walkörper gezündet wurde, dabei wurden die Rückenknochen der Wale zertrümmert. Der erlegte Wal musste seitwärts an den Walfänger gezogen und mit Luft aufgepumpt werden, damit er nicht absank. Anschließend wurde er zu Walfangstation geschleppt.

## Flensdeck
In der Walfangsaison wurden in der Walfangstation 24 Stunden in zwei 12 Stunden langen Schichten 7 Tage die Woche gearbeitet. Angestellt waren 120 Personen. Häufig brachten die Schiffe, die die Fabrikarbeiter von Brisbane transportierten auch Touristen mit. Einer der Touristen berichtete: „The flensingdeck was covered with pieces of whale in more or less advanced stages of treatment – bar bones, pieces of flesh or intestines littered around or heaped together. The whole deck looked like a giant of Butcher’s table – fifty yards long“. (deutsch:  „Das Flensdeck war mit Walfischstücken in mehr oder weniger fortgeschrittenen Stadien bedeckt - Knochen, Fleischstücke oder Därme, die verstreut oder aufgeschüttet waren. Das ganze Deck sah aus wie ein riesiger Metzgertisch - fünfzig Meter lang“.)

## Walprodukte
Das Hauptprodukt war Walöl, das aus dem Speck des Wals gewonnen wurde. Speck und Knochen wurden in großen Dampfdruckkesseln drei bis vier Stunden gekocht. Nach diesem Prozess wurden Fremdstoffe in Separatoren wie Glyzerin, kosmetische und pharmazeutische Artikel wie auch Margarine und andere Fettprodukte abgeschieden und nach Übersee verkauft. Fischbein fand Verwendung in der Bekleidungsindustrie wie in Miedern oder als Korsettstangen. Walfleisch wurde gekocht oder getrocknet und in Australien seinerzeit als Viehfutter verwendet.

## Ende der Walfangstation
In den ersten Jahren der Walfangstation gab es keine Probleme die Fangquote zu erfüllen. Da die Byron Bay Whaling Station im Jahr 1953 mit ihren quotierten Walfang nicht beginnen konnte, wurde von der australischen Regierung verfügt, die Fangquote von 100 Walen an die Moreton Island Whaling Station weiterzugeben.
Jedoch als am 5. August 1962 lediglich 68 Wale erlegt worden waren und im Vergleich zum Vorjahreszeitraum 253, war Whale Products finanziell am Ende. Zuvor waren ab 1959 schon die Preise für Walprodukte gefallen und die Walfangstation wurde aufgegeben.
Nachdem die alte Walfangstation von einem Resort übernommen wurde, bietet diese Walbeobachtung an. Die Walpopulation stabilisierte sich nach dem Walfang wieder und im Jahr 2017 wurden 1200 Buckelwale in dem früheren Fanggebiet vor Moreton Island gesichtet. Zusätzlich wurde ein Moreton Bay Sea Park ausgewiesen, der etwa 3400 km² See in der Moreton Bay schützt.